# Zé Soares
José Soares da Silva Filho, meglio noto come Zé Soares (Paulo Afonso, 27 luglio 1983), è un ex calciatore brasiliano, di ruolo attaccante.

## Carriera
Ha giocato nella massima serie dei campionati bulgaro e ucraino.